# رجفة (فيزياء)
الرجفة أو الهزة (بالإنجليزية: Jerk)‏ هو معدل تغيّر التسارع بالنسبة للزمن أو يمكن القول بأنه مشتقّ التسارع بالنسبة للزمن، وبما أن التسارع هو مشتقّ السرعة، إذن فهو المشتقّ الثاني للسرعة، وكذلك المشتقّ الثالث للمسافة، وعند القيام بتحليل هذه الكمية لمعرفة أبعادها (تحليل بعدي)، نجد أنها المسافة/الزمن3، والتي يمكن التعبير عنها بالوحدات (SI) م/ث3، أو م.ث−3، وكذلك جـ/ث، حيث جـ: التسارع المعياري للجاذبية الأرضية (جاذبية معيارية).
يعتبر معدل تغير التسارع (الرجفة) قيمة متجهة، لكن تستعمل أيضاً على أنها قيمة قياسية، فليس لها مصطلح خاص يدل على قيمتها القياسية، (مثلا يوجد للسرعة مصطلح السرعة القياسية وهو يدل على كمية قياسية، أي لا تتأثر بالإتجاه أو الدوران.